# Присвоение международной помощи сектору Газа ХАМАСом
Присвоение международной помощи сектору Газа ХАМАСом — многолетний процесс присвоения финансовых средств, стройматериалов и гуманитарной помощи, предоставляемых международным сообществом сектору Газа, правящей в нём исламистской вооружённой организацией ХАМАС.
Присвоенные средства, исчисляемые миллиардами долларов, используются ХАМАСом для ведения террористической деятельности, в то время как более 80% жителей сектора Газа живут в нищете, а 3/4 молодёжи сектора являются безработными.

## Международная помощь сектору Газа

### Структуры ООН
Крупнейшим источником финансирования сектора Газа (с 2007 года управляемого ХАМАС), была и остаётся Организация объединённых наций, потратившая на регион с 2014 по 2020 год почти 4,5 миллиарда долларов, в том числе 600 миллионов долларов только в 2020 году; свыше 80% этого финансирования было направлено через агентство БАПОР.

### Эмират Катар
Катар начал финансировать ХАМАС с 2007 года, сначала бесконтрольно; с 2014 года перевод этих средств происходил под контролем Израиля, США и ООН. С 2012 по 2021 год Катар предоставил Газе помощь в размере 1,3 миллиарда долларов на строительство, здравоохранение и сельское хозяйство, нуждающиеся семьи и зарплаты правительству ХАМАС. Израильское правительство во главе с Биньямином Нетаньяху полагало, что, разрешая перевод этих средств, мотивирует ХАМАС управлять, а не воевать, «покупая тишину».

### Пожертвования благотворителей
Отчёт Human Rights Watch от 2002 года отмечает, что ХАМАС получал финансирование от частных благотворителей и благотворительных организаций, как из стран Персидского залива, так и от палестинской и арабской диаспор США, Европы и других стран. В Саудовской Аравии ряд организаций под патронажем короля собирали средства для палестинских «благотворительных учреждений», предположительно, связанных с ХАМАС. Базирующийся в США Фонд помощи и развития Святой Земли, заявлявший о сборе средств на благотворительность, оказался подставной организацией ХАМАС, направлявшей ему средства через «благотворительные комитеты» на Западном Берегу и в Газе; он был объявлен террористической организацией и закрыт США в декабре 2001 года. В 2016 году оказалось, что подразделение гуманитарной организации World Vision International в Газе под руководством Мухаммеда аль-Халаби, организуя фиктивные тендеры на подряды, переводило ХАМАС большинство средств, выделявшихся организацией для помощи детям.

## Налогообложение, вымогательство и связанные доходы
По оценке ЦРУ от 2018 года, объём экономики сектора Газа составлял 27,7 млрд. долларов США; 18,7% от этих средств доставались ХАМАС через налогообложение и «другие доходы», включая пошлины на ввозимые в сектор товары, вымогательство, рэкет и доходы от контроля над границей. 
Так, в 2015 году ХАМАС ввёл «налог национальной солидарности» на «неосновные» товары (такие, как мясо, фрукты и овощи, одежда и электроника), с декларированной целью вылаты зарплат госслужащим; это вызвало критику местных предпринимателей, продающих товары населению.
По данным BBC, В 2021 году ХАМАС ежемесячно собирал более 12 млн долларов только за счёт налогообложения товаров, поступающих в сектор из Египта. В 2022 году ХАМАС ввёл ряд новых ввозных пошлин. Так, пошлина на тонну туалетной бумаги выросла с 90 до 580 долларов; был введён налог в размере около 3 долларов за пару джинсов (при цене новой пары джинсов в секторе от 3 до 10 долларов) и в 230 долларов за тонну пластиковых папок, используемых для хранения бумаг; были обложены пошлиной упакованные орехи, ранее ввозившиеся свободно. ХАМАС ввёл в секторе плату за регистрацию транспортных средств, лицензий и свидетельств о рождении, за электроснабжение и водоснабжение.

## Перенаправление средств на терроризм
Ещё в 1995 году The New York Times отмечала, что, при поступлении пожертвований иностранных доноров в руки ХАМАС, «грань между поддержкой благотворительности и поддержкой терроризма размыта». Правительства США и Израиля утверждали, а ХАМАС отрицал, что средства, собираемые в мире для его благотворительных структур, «перетекают» его вооруженному крылу. Тем не менее, Европейский союз в 2002—2023 годах считал, что разделение между военной и благотворительной деятельностью ХАМАС возможно, и запрещал сбор средств лишь для его военного крыла; однако после вторжения ХАМАС в Израиль 7 октября 2023 Евросоюз признал его террористической группировкой. The Times of Israel отмечала в 2023 году «размытость» грани между деньгами, предназначенными для жителей сектора Газа, и собственными средствами ХАМАС.

## Вывод средств за рубеж и инвестирование
Согласно заявлению Замминистра финансов США по борьбе с терроризмом и финансовой разведкой Брайана Нельсона, «ХАМАС получил огромные суммы доходов благодаря своему секретному инвестиционному портфелю, одновременно дестабилизируя Газу, находяющуюся в тяжелых жизненных и экономических условиях». 
The Wall Street Journal отмечал со ссылкой на американские и израильские источники, что ХАМАС создал зарубежную сеть компаний, используемых, помимо извлечения прибыли, для отмывания денег, чтобы скрыть их связь с группировкой. Центром этой сети изначально была Джидда в Саудовской Аравии. Саудовская компания Asyaf International Holding Group for Trading, возглавляемая активистом ХАМАС и финансирующая эту группировку, в 2015 году попала под американские санкции. По данным США, инвестиционный портфель ХАМАС, оцениваемый в сотни миллионов долларов, также включал в себя компании, действующие в Турции, Судане, Алжире, ОАЭ и других странах; против части из них были введены санкции. 
Замминистра финансов США по борьбе с терроризмом и финансовой разведке заявил, что Турция связана со сбором ХАМАС средств от спонсоров, его инвестиционными портфелями, а также его «благотворительными и некоммерческими организациями»; по информации Шабак, эта ситуация в Турции сложилась, как минимум, с 2012 года. Из турецких активов ХАМАС наиболее известна компания-застройщик Trend GYO, представленная на турецкой фондовой бирже. По данным США, введшим против неё санкции в 2022 году, она на 75% принадлежит подставным лицам ХАМАС, причём одному её основателей правительство Турции дало гражданство и новое имя. Американские чиновники заявляли, что представители ХАМАС в Турции открыли счета в турецких банках для перевода средств боевикам на Западном Берегу. 
В 2022 году Управление по контролю за иностранными активами США ввело санкции против инвестиционно-финансовых структур ХАМАС («частных лиц и компаний, которые ХАМАС использует для сокрытия и отмывания средств»).  

## Присвоение материалов и товаров

### Строительные материалы
Несмотря на блокаду и другие меры, направленные на ограничение попадания стройматериалов в руки ХАМАС, отмечалось хищение им материалов, предназначенных для гражданской инфраструктуры (в том числе, по израильской оценке, около 95% цемента), и использование их для строительства обширной сети тоннелей и бункеров. Эти тоннели предназначены исключительно для боевиков ХАМАС, но не для гражданского населения, защита которого, как выразился лидер группировки Муса Абу Марзук, является обязанностью ООН. 

### Продукты и предметы первой необходимости
Во время операции «Литой свинец», 12 января 2009 года, в период 3-часового прекращения огня и открытия Израилем «гуманитарного коридора», после въезда в сектор Газа около 100 грузовиков с гуманитарной помощью, ХАМАС захватил грузовики, конфисковал их содержимое и продал автомобили с аукциона. Вскоре после окончания военной операции, в начале февраля 2009 года, подчинённая ХАМАС вооружённая полиция изъяла со складов БАПОР тысячи тонн продуктов и других предметов первой необходимости (в том числе риса, муки, одеял); агентство объявило о приостановке доставки помощи в сектор Газа. 
Во время войны в Газе, начавшейся 7 октября 2023 года, на фоне жалоб ООН на нехватку топлива для работы больниц, ХАМАС удерживал огромные запасы топлива (для ракет, запускаемых по Израилю, и генераторов, обслуживающих сеть подземных туннелей и бункеров), одновременно производя грабёж топлива со складов ООН. Во время этой войны отмечалось массовое изъятие ХАМАС гуманитарной помощи, включая продукты питания, у населения сектора, часто с применением вооружённого насилия.

### Комментарии
1. ↑  ХАМАС признан террористической организацией в ЕС, Австралии, Аргентине, Великобритании, Израиле, Канаде, Новой Зеландии, Парагвае, США и Японии. Его деятельность также запрещена в Иордании.